# Kopjeszanger
De kopjeszanger (Euryptila subcinnamomea) is een zangvogel uit de familie Cisticolidae.

## Verspreiding en leefgebied
Deze soort komt voor in zuidwestelijk Afrika en telt twee ondersoorten:
- E. s. subcinnamomea: westelijk en centraal Zuid-Afrika.
- E. s. petrophila: zuidelijk Namibië en noordwestelijk Zuid-Afrika.

## Status
De grootte van de populatie is niet gekwantificeerd maar de soort wordt omschreven als schaars tot plaatselijk vrij algemeen. Op de Rode lijst van de IUCN heeft deze soort de status niet bedreigd.